# Kanowna (Schiff, 1903)
Die Kanowna war ein 1903 in Dienst gestelltes Passagierschiff der australischen Reederei Australian United Steam Navigation Company, das Passagiere, Post und Fracht in einem regelmäßigen Linienverkehr zwischen Fremantle an der Westküste Australiens und Sydney an der Ostküste beförderte. Im Ersten Weltkrieg diente sie der britischen Admiralität unter der Bezeichnung HMAT Kanowna (A61) vorübergehend als Truppentransporter und Hospitalschiff. Am 19. Februar 1929 sank das Schiff an der Küste des Bundesstaats Victoria nach einer Felskollision. Alle Passagiere und Besatzungsmitglieder konnten gerettet werden.

## Das Schiff

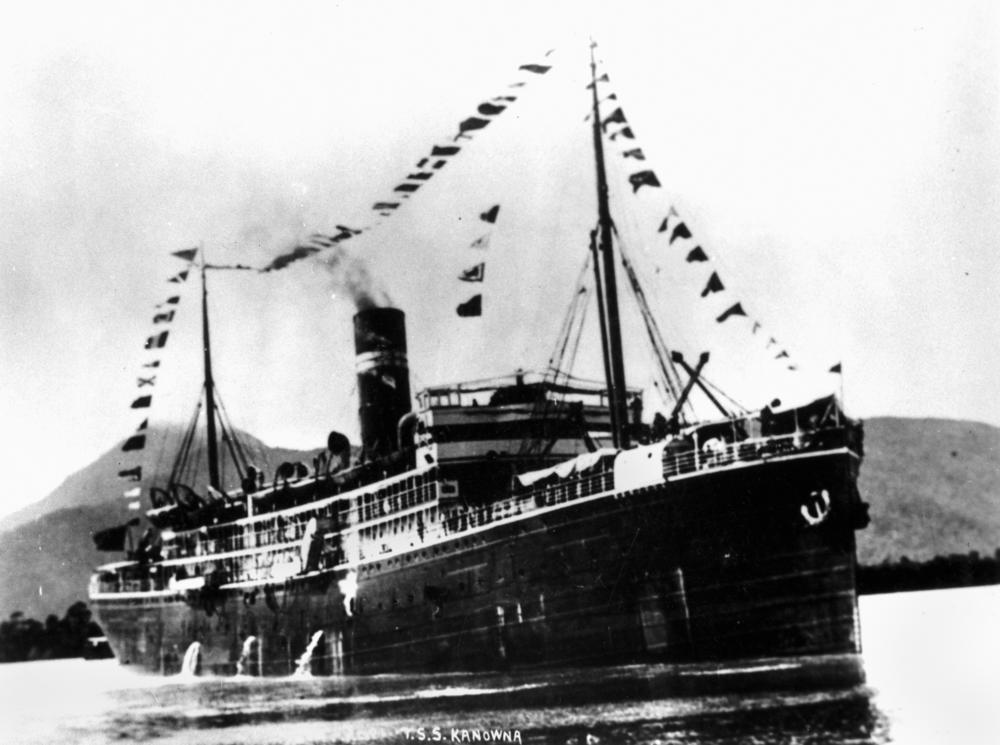
Die mit Wimpeln geschmückte Kanowna 1914 in Cairns

Das 6.942 BRT große, aus Stahl gebaute Dampfschiff Kanowna wurde im Auftrag der australischen Reederei Australian United Steam Navigation Company auf der schottischen Werft William Denny and Brothers in Dumbarton gebaut und lief dort am 21. Oktober 1902 vom Stapel. Ihr identisches Schwesterschiff, die Kyarra (6.953 BRT, Baunummer 672) entstand ebenfalls bei William Denny und wurde einige Monate später fertiggestellt.
Beide Schiffe waren für damalige australische Verhältnisse große und luxuriöse Ozeandampfer. Die Kanowna war 126 Meter lang, 16 Meter breit und hatte einen Tiefgang von 8,72 Metern. Sie hatte einen Schornstein, zwei Masten und zwei Propeller und wurde von zwei Dreifachexpansions-Dampfmaschinen angetrieben, die das Schiff auf bis zu 15,3 Knoten beschleunigen konnten. Auf dem als Passagier- und Frachtschiff konzipierten Dampfer konnten 126 Reisende Erster Klasse und 160 Zweiter Klasse befördert werden.
Die Kanowna pendelte vor dem Krieg zwischen Sydney (New South Wales) und Fremantle in Western Australia. Registriert war sie in Adelaide.

## Einsatz im Ersten Weltkrieg

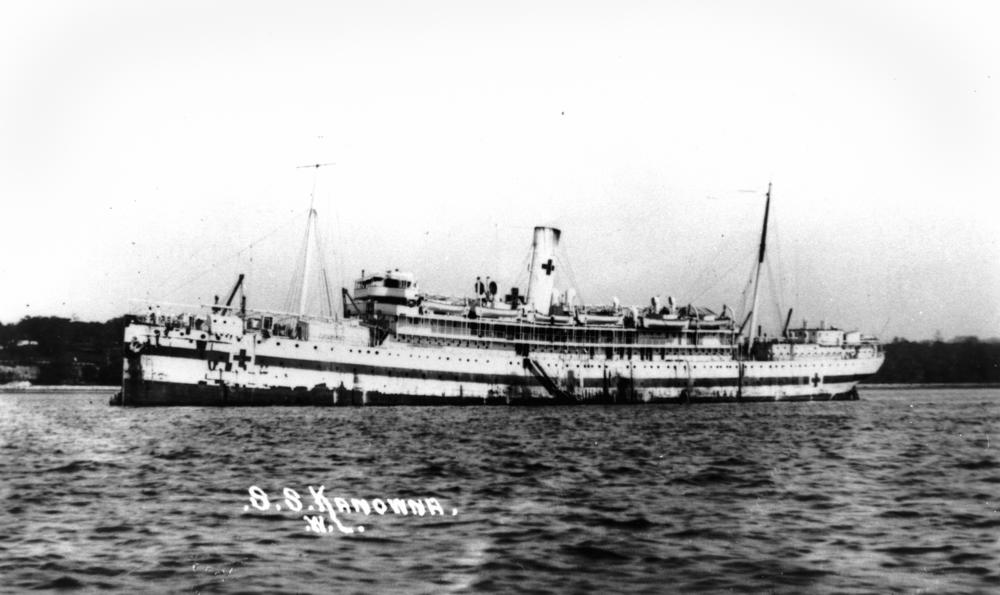
Die Kanowna als Hospitalschiff im Ersten Weltkrieg

Am 8. August 1914 wurde die Kanowna vom australischen Militär als Truppentransporter requiriert und bis September 1914 dafür genutzt, 1.000 Soldaten im Rahmen der Australian Naval and Military Expeditionary Force nach Deutsch-Neuguinea zu bringen. Während dieser Zeit kam es zu einem Vorfall von Meuterei an Bord. Der Kapitän der Kanowna funkte der Sydney, die Heizer und Kohlentrimmer hätten die Arbeit niedergelegt. Das Australian Commonwealth Naval Board leitete eine Untersuchung des Vorfalls ein, obwohl die Kanowna als ziviles Schiff eigentlich nicht unter ihre Gerichtsbarkeit fiel. Am 21. September 1914 wurde die Kanowna wieder ihren Eignern übergeben.
Am 1. Juni 1915 wurde sie wieder für den Kriegsdienst angefordert. Dieses Mal beförderte sie Truppen und Nachschub nach Ägypten. Von dort aus begab sie sich nach England, wo sie für den Dienst als Hospitalschiff umgerüstet werden sollte. Für diesen Zweck konnte sie neben ihrer regulären Besatzung ein 88-köpfiges medizinisches Personal sowie 452 Patienten befördern. Ab September 1915 brachte sie Truppen des Royal Army Medical Corps (RAMC) zu verschiedenen Einsatzorten im Mittelmeerraum und auf den Rückfahrten verwundete Soldaten zurück nach Australien. Nach der Erklärung des uneingeschränkten U-Boot-Kriegs im Februar 1917 war die Kanowna gezwungen, Afrika zu umrunden, anstatt durch das Mittelmeer zu dampfen.
Nach Kriegsende im November 1918 holte die Kanowna rund 900 Kriegsgefangene des Commonwealth aus der Türkei. Am 29. Juli 1920 wurde sie wieder ihrer Reederei übergeben und wieder in den Passagier- und Frachtdienst gesetzt, in dem sie vor dem Krieg gewesen war.

## Untergang
Am Sonnabend, dem 16. Februar 1929 um 12.40 Uhr mittags lief die Kanowna unter dem Kommando von Kapitän Newberry mit 200 Passagieren an Bord in Sydney zu einer weiteren Überfahrt nach Melbourne aus. Zwei Tage später lief sie auf die Felsen von Cleft Island vor der Halbinsel Wilsons Promontory an der Küste des australischen Bundesstaats Victoria. Die Passagiere wurden daraufhin zu dem Dampfschiff Mackarra transferiert. Zunächst rechnete man noch damit, das havarierte Schiff stranden zu können, aber die Dampfkessel gingen nach kurzer Zeit aus. Die an Bord gebliebene Besatzung wurde daher von der Dumosa an Bord genommen. Das Schiff sank am nächsten Morgen (19. Februar).
Ein Gericht, das den Vorfall untersuchte, gab dem Kapitän die Verantwortung für den Unfall, da er es versäumt hatte, trotz Nebels die Geschwindigkeit seines Schiffs zu reduzieren.
Die Kanowna ist eines der größten Wracks an der Küste Victorias. Die genaue Lage des Wracks war unbekannt, bis Taucher am 23. April 2005 in etwa 80 Metern Tiefe die Überreste fanden. Durch eine genauere Inspektion des Wracks am 8. Mai 2005 konnte es identifiziert werden.